# Rupicapra rupicapra tatrica
El rebeco o gamuza de Tatra (Rupicapra rupicapra tatrica; en eslovaco: Kamzík vrchovský tatranský; en polaco: Kozica tatrzańska) es una subespecie de rebeco o gamuza del género Rupicapra. Los rebecos de Tatra viven en los montes Tatra en Eslovaquia y Polonia.

## Población y distribución
El rebeco de Tatra vive en todas las áreas de los montes Tatras: en los Tatras Occidentales (Eslovaquia y Polonia) y los Tatras Orientales, que están compuestos por el Alto Tatra (Eslovaquia y Polonia) y los Tatras de Belianske (Eslovaquia), todas éstas zonas protegidas por parques nacionales en ambos países.
La población de rebecos de Tatra ha atravesado varias caídas y picos en la historia conocida. Las caídas más notables se produjeron durante las dos guerras mundiales. La población más grande en el siglo XX se registró en el año 1964, cuando se llegaron a contar hasta 940 individuos en la región eslovaca de los Tatras. De manera subsecuente, la población disminuyó constantemente hasta  llegar a sus números más bajos registrados en la historia a fines de siglo. Entre los años 1999 y 2000, el número cayó por debajo de los 200 individuos, un tamaño de población considerado crítico para la supervivencia a largo plazo de la subespecie.
Un programa de 5 años para salvar al rebeco de Tatra se inició en 2001, enfocado en preservar su medio ambiente, en particular durante la temporada de apareamiento, por medio de una estricta regulación del turismo así como la supresión de la caza furtiva. La población empezó a recuperarse y, tras unos 10 años, alcanzó incluso su mayor número registrado en la historia.
Para 2006, el parque nacional Tatra eslovaco albergaba 371 rebecos, de los cuales 72 eran corderos, mientras que el parque nacional Tatra Polaco albergaba 117 rebecos, de los cuales 27 eran corderos. Para 2010, una población se recuperó hasta llegar a 841 rebecos, 74 de los cuales eran corderos, 699 (57 corderos) en Eslovaquia y 142 (17 corderos) en Polonia, cercano al pico poblacional de 1964. La población más alta históricamente registrada ocurrió en 2018, cuando se contaron 1.431 animales en los Tatras.
| Año       |      |      |      |      |      |      | 1997 | 1998 | 1999 | 2000 |
| Población |      |      |      |      |      |      | 352  | 200  | 162  | 160  |
|           |      |      |      |      |      |      |      |      |      |      |
| Año       | 2001 | 2002 | 2003 | 2004 | 2005 | 2006 | 2007 | 2008 | 2009 | 2010 |
| Población | 205  | 333  | 345  | 422  | 486  | 488  | 532  | 701  | 720  | 841  |
|           |      |      |      |      |      |      |      |      |      |      |
| Año       | 2011 | 2012 | 2013 | 2014 | 2015 | 2016 | 2017 | 2018 | 2019 | 2020 |
| Población | 929  | 1096 | 1186 | 1389 | 1345 | 1367 | 1263 | 1431 | 1367 | 983  |

Resultados del censo:

### Introducción al Bajo Tatra
Gracias a las preocupaciones sobre la supervivencia de la subespecie en su área de distribución nativa, los rebecos de Tatra también fueron introducidos artificialmente en el Bajo Tatra, cadena montañosa situada al sur de los Tatras, entre los años 1969 y 1976, con el interés de crear allí una población de reserva. Tal introducción involucró a 30 individuos y fue exitosa en tanto la población creció a un número estable de 100-130 individuos.
Sin embargo, estudios recientes de ADN han demostrado que la población de rebecos en el Bajo Tatra se cruzó con rebecos alpinos que migraban desde los montes Fatra y el Parque nacional del Paraíso Eslovaco. El rebeco del Bajo Tatra ya no se considera puro y, por tanto, no puede actuar como población de reserva para el rebeco de Tatra. El rebeco alpino se introdujo en Eslovaquia con fines de caza antes de que el rebeco de Tatra fuera clasificado oficialmente como una subespecie independiente.